# Haut-vol à 10 mètres synchronisé masculin aux Jeux olympiques d'été de 2024
Navigation
Tokyo 2020 Los Angeles 2028
L'épreuve du haut-vol à 10 mètres synchronisé masculin aux Jeux olympiques d'été de 2024 se déroule au Centre aquatique olympique, au nord de Paris en France, le 29 juillet 2024. 

## Format
La compétition se déroule en un tour unique où chacune des 8 paires effectue 6 plongeons. Les 3 meilleures remportent les médailles d'or, d'argent et de bronze.

## Programme
| Date             | Horaire | Manche |
| ---------------- | ------- | ------ |
| Lundi 29 juillet | 11 h 00 | Finale |

## Médaillés
| Or                           | Argent                          | Bronze                                              |
| Lian Junjie / Yang Hao (CHN) | Tom Daley / Noah Williams (GBR) | Rylan Wiens (en) / Nathan Zsombor-Murray (en) (CAN) |

## Résultats
| Rang                                | Plongeurs                                                  | Pays            | Plongeons | Plongeons | Plongeons | Plongeons | Plongeons | Plongeons | Total  |
| Rang                                | Plongeurs                                                  | Pays            | 1         | 2         | 3         | 4         | 5         | 6         | Total  |
| ----------------------------------- | ---------------------------------------------------------- | --------------- | --------- | --------- | --------- | --------- | --------- | --------- | ------ |
| Médaille d'or, Jeux olympiques      | Lian Junjie / Yang Hao                                     | Chine           | 56.40     | 57.60     | 85.44     | 95.88     | 91.80     | 103.23    | 490.35 |
| Médaille d'argent, Jeux olympiques  | Tom Daley / Noah Williams                                  | Grande-Bretagne | 53.40     | 51.60     | 83.52     | 93.96     | 87.72     | 93.24     | 463.44 |
| Médaille de bronze, Jeux olympiques | Rylan Wiens (en) / Nathan Zsombor-Murray (en)              | Canada          | 53.40     | 51.60     | 78.72     | 83.25     | 75.48     | 79.68     | 422.13 |
| 4                                   | Kevin Berlín Reyes (en) / Randal Willars                   | Mexique         | 50.40     | 48.00     | 81.60     | 74.52     | 78.81     | 85.32     | 418.65 |
| 5                                   | Kirill Boliukh (en) / Oleksii Sereda (en)                  | Ukraine         | 48.60     | 48.60     | 76.80     | 76.80     | 74.37     | 87.48     | 412.65 |
| 6                                   | Domonic Bedggood (en) / Cassiel Rousseau                   | Australie       | 51.00     | 48.60     | 76.80     | 72.96     | 64.38     | 81.00     | 394.74 |
| 7                                   | Timo Barthel (en) / Jaden Shiloh Eikermann Gregorchuk (de) | Allemagne       | 49.80     | 47.40     | 74.88     | 66.33     | 61.20     | 64.80     | 364.41 |
| 8                                   | Gary Hunt / Loïs Szymczak                                  | France          | 48.00     | 45.00     | 62.10     | 39.60     | 65.28     | 54.60     | 314.58 |